# Liberalização econômica
Liberalização econômica (português brasileiro) ou liberalização económica (português europeu) é um termo amplo que, normalmente, se refere a menos regulamentações e menos restrições governamentais na economia e a uma maior participação de entidades privadas na mesma. A doutrina está associada ao liberalismo clássico. Assim, a liberalização, em suma, refere-se a uma "diminuição dos controles", na esperança de que isto promova o desenvolvimento econômico.
A maioria dos países do primeiro mundo, nas últimas décadas, tem seguido o caminho da liberalização econômica com o objetivo declarado de manter ou aumentar a sua competitividade econômica. Políticas de liberalização incluem a privatização parcial ou total das instituições e bens públicos; uma maior flexibilidade do mercado de trabalho; taxas de imposto mais baixas para as empresas; menos restrições aos capitais nacional e estrangeiro; e mercados mais abertos. Em apoio da liberalização, o primeiro-ministro britânico Tony Blair escreveu que:
| “ | O sucesso acontece para as empresas e países que se apressam em se adaptar, demoram em se queixar, estão abertos e dispostos a mudar. A tarefa dos governos modernos é garantir que nossos países podem enfrentar este desafio. | ” |

Nos países em desenvolvimento, a liberalização econômica refere-se mais à liberalização ou mais "abertura" de suas respectivas economias ao capital e investimentos estrangeiro. Três das economias que mais cresceram em desenvolvimento, Brasil, China e Índia, alcançaram um rápido crescimento econômico nos últimos anos ou décadas depois de terem "liberalizado" suas economias.
Muitos economistas argumentam que os países hoje em dia, em particular os países do chamado "terceiro mundo", não têm outra escolha a não ser "liberalizar" as suas economias, a fim de se manterem competitivas para atrair e manter os seus investimentos nacionais e estrangeiros. Segundo esses economistas, em 1991, a Índia, por exemplo, não teria escolha a não ser implementar reformas econômicas liberais. Da mesma forma, nas Filipinas, as controversas propostas da "Carta da Mudança" incluem alteração das disposições economicamente restritivas de sua Constituição de 1987.
O total oposto de uma economia liberalizada seria a economia da Coreia do Norte, com o seu sistema econômico "autossuficiente", que está fechado ao comércio exterior e ao investimento (ver autarquia). No entanto, a Coreia do Norte não é completamente separada da economia global, uma vez que recebe ajuda de outros países em troca de paz e restrições em seu programa nuclear. Outro exemplo seria os países ricos em petróleo, como a Arábia Saudita e os Emirados Árabes Unidos, que não veem necessidade de uma maior abertura de suas economias ao capital e investimentos estrangeiros devido às grandes reservas de petróleo que proporcionam-lhes receitas de exportação enormes.
A adoção de reformas econômicas, em primeiro lugar, e, em seguida, sua reversão ou prosseguimento, é uma função de certos fatores, cuja presença ou ausência irá determinar o resultado. Sharma (2011) explica todos esses fatores. A teoria do autor é bastante generalizada e é aplicável aos países em desenvolvimento que implementaram reformas econômicas na década de 1990.

## Liberalização dos serviços nos países em desenvolvimento

### Os potenciais benefícios
O setor de serviços é provavelmente o mais liberalizado dos setores. A liberalização oferece a oportunidade para o setor de competir internacionalmente, contribuindo para o crescimento do produto interno bruto e geração de divisas. Como tal, serviços e exportações são uma parte importante das estratégias de crescimento de muitos países em desenvolvimento. Os serviços de tecnologia da informação da Índia tornaram-se globalmente competitivos pelo fato de que muitas empresas no mundo têm terceirizado certas funções administrativas para países onde os custos são mais baixos. Além disso, se os prestadores de serviços em alguns países em desenvolvimento não são competitivos o suficiente para ter sucesso nos mercados mundiais, as empresas estrangeiras serão atraídas para investir, trazendo com eles as melhores práticas internacionais e as melhores habilidades e tecnologias.
A entrada de prestadores de serviços estrangeiros não é necessariamente uma evolução negativa e pode levar a melhores serviços para os consumidores domésticos, melhorando o desempenho e a competitividade dos prestadores de serviços domésticos, bem como simplesmente atrair IDE/capital estrangeiro ao país. De fato, algumas pesquisas sugerem que um corte de 50 por cento das barreiras ao comércio de serviços ao longo de um período de cinco a dez anos iria criar ganhos globais no bem-estar econômico de cerca de 250 bilhões de dólares estadunidenses por ano.

### Os riscos potenciais da liberalização do comércio
No entanto, a liberalização do comércio também traz riscos significativos que exigem gestão econômica cuidadosa através de uma regulação adequada por parte dos governos.
Existem argumentos que com a  liberalização os fornecedores estrangeiros possam ocasionar o fechamento dos fornecedores nacionais e, em vez de trazer investimentos e à transferência de competências, permite que estes e seus acionistas de capturar os lucros para si próprios, levando o dinheiro para fora do país". Por isso, é muitas vezes argumentado, que é necessária a proteção para permitir que as empresas nacionais tenham a oportunidade de desenvolver, antes de serem expostas à concorrência internacional. Outros riscos potenciais decorrentes da liberalização incluem:
- Riscos de instabilidade do setor financeiro global, resultante de contágio financeiro;
- Risco de fuga de cérebros;
- Risco de degradação do meio ambiente, embora este risco tenha sido rejeitado por Gene Grossman e Alan Krueger baseados na hipótese da Curva de Kuznets.

No entanto, pesquisadores como os do Overseas Development Institute citam que os riscos são superados pelos benefícios mas que é necessário uma regulação cuidadosa. Por exemplo, existe o risco de que os prestadores privados peguem os mais rentável clientes e deixam de servir certos grupos não lucrativos de consumidores ou regiões geográficas. No entanto, essas preocupações podem ser resolvidas através da regulamentação e por uma obrigação de serviço universal nos contratos, ou no licenciamento, para evitar que tal situação ocorra.

## Exemplos históricos
- Doi Moi (Vietnam)
- Perestroika (União Soviética)
- Reforma e abertura (China)
- Milagre econômico Chileno
- Reaganomics
- Rogernomics
- Thacherismo
- Liberalização econômica na Índia
- Abertura econômica no Brasil